# Janneke Vos
Janneke Vos née le 20 mars 1977 à Kockengen, est une coureuse cycliste professionnelle néerlandaise.

## Palmarès sur route
- 1995
  - 7e de la course en ligne des championnats du monde de cyclisme sur route 1995 espoirs
- 1997
  - Veghel
- 1999
  - Flevotour
  - Tour de Okinawa
- 2000
  - Nijmegen
  - 2e du GP Boekel
- 2004
  - 2e de Parel van de Veluwe
- 2005
  -  Championne des Pays-Bas sur route
  - 2e de Geldrop
  - 2e de Epe
  - 2e de Dalen

## Palmarès sur piste

### Championnats nationaux
- 2000
  - 3e de la course aux points